# Sinagoga di Scandiano
La sinagoga di Scandiano era un luogo di culto ebraico situato in piazza Fiume 2, nel centro storico di Scandiano, in provincia di Reggio Emilia.

## Storia
La prima menzione scritta di una sinagoga a Scandiano risale al 20 settembre 1623, quando Raffaele Modona di Sassuolo chiese di poter permutare una casa, all'interno della quale vi era il tempio, con facoltà di trasferire quest'ultimo nella casa avuta in cambio. Nel 1740 venne costruita una nuova sinagoga in sostituzione di quella precedente, diventata oramai troppo piccola. Tuttavia, sul finire degli anni '70 dello stesso secolo, anche il nuovo tempio si era rivelato di dimensioni troppo esigue per poter accogliere tutti i fedeli della comunità scandianese. Pertanto la comunità ebraica pose la famiglia Almansi davanti ad un bivio: o si sarebbero incaricati loro della realizzazione di una nuova sinagoga o altrimenti si sarebbero rivolti alle autorità cittadine. Nel 1778 i fratelli Almansi diedero l'autorizzazione all'ampliamento del tempio e affidarono i lavori all'architetto Antonio Armani. 
Sul finire del XIX secolo la comunità ebraica di Scandiano andò sempre più a ridursi, ciò nonostante la sinagoga rimase aperta fino agli anni venti del '900. Il caseggiato che ospitava la sinagoga venne demolito nell'ottobre del 1960. Oggi una targa ricorda la presenza di questo storico luogo di culto scandianese.

## Descrizione
La sinagoga di Scandiano sorgeva al terzo piano di in un edificio compreso tra il torrione della rocca dei Boiardo e i caseggiati che si affacciano su piazza Fiume. L'interno era caratterizzato da una sala ottagonale sulla quale si affacciavano quattro balconate riservati ai fedeli di sesso femminile.